# Гарден Гроув (Флорида)
Гарден Гроув (енгл. Garden Grove) насељено је место без административног статуса у америчкој савезној држави Флорида.

## Демографија
По попису из 2010. године број становника је 674.
| Група             | 2000.    | 2010.       |
| Белци             | 0 (0,0%) | 607 (90,1%) |
| Афроамериканци    | 0 (0,0%) | 16 (2,4%)   |
| Азијати           | 0 (0,0%) | 5 (0,7%)    |
| Хиспаноамериканци | 0 (0,0%) | 40 (5,9%)   |
| Укупно            | 0        | 674         |